# Adelphobates castaneoticus
Adelphobates castaneoticus е вид земноводно от семейство Дърволази (Dendrobatidae). Видът е незастрашен от изчезване.

## Разпространение
Разпространен е в Бразилия.

## Описание
Популацията на вида е стабилна.